# Andy Murray

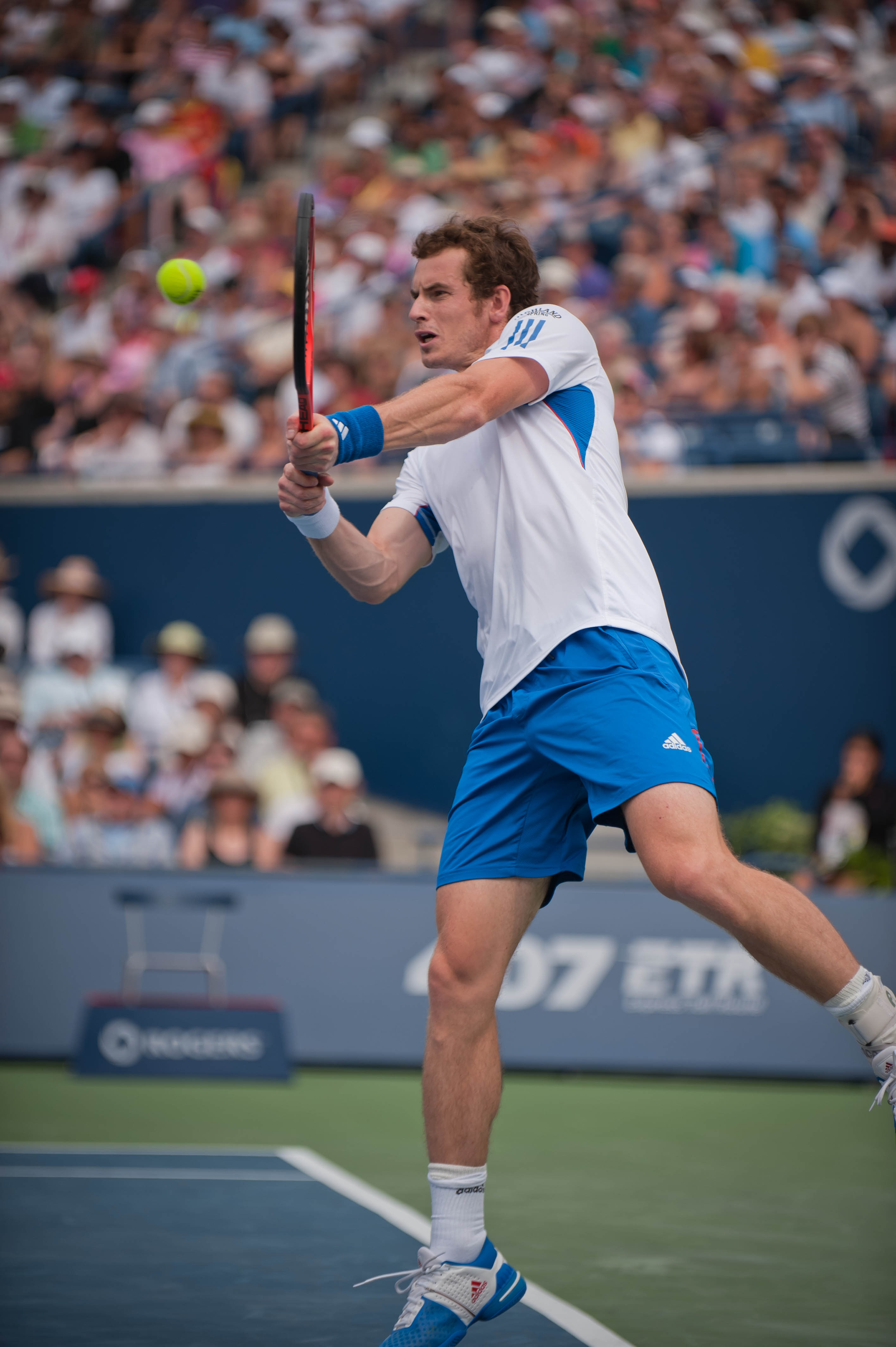
Bekhend na Canada Masters

Andrew Barron „Andy“ Murray, OBE (* 15. května 1987 Glasgow) je bývalý britský tenista ze Skotska. Ve dvouhře se stal trojnásobným grandslamovým vítězem a dvojnásobným olympijským šampionem z Londýna 2012 a Ria de Janeira 2016. S britským týmem vyhrál Davisův pohár 2015. Od listopadu 2016 do srpna 2017 byl 41 týdnů světovou jedničkou ve dvouhře, jakožto druhý Brit bez rozdílu soutěže a první v singlové části žebříčku.
Ve své dosavadní kariéře na okruhu ATP Tour vyhrál čtyřicet šest turnajů ve dvouhře a tři ve čtyřhře. Na challengerech ATP a okruhu ITF získal deset titulů ve dvouhře. Jeho starším bratrem je bývalá světová jednička ve čtyřhře Jamie Murray. Profesionálem se stal v sezóně 2005.
Do elitní světové desítky žebříčku ATP se poprvé posunul 16. dubna 2007. Nejvýše ve dvouhře byl klasifikován v listopadu 2016 na 1. místě a ve čtyřhře pak v říjnu 2011 na 51. místě. V dubnu 2022 jej potřetí začal trénovat Ivan Lendl.
Svůj první grandslamový titul vyhrál na US Open 2012 poté, co ve finále porazil Novaka Djokoviće v pěti setech. Stal se tak prvním britským tenistou od roku 1977, respektive prvním britským mužem od roku 1936, který vyhrál dvouhru na turnaji patřícím do tenisového Grand Slamu. Novaka Djokoviće porazil také o rok později ve finále Wimbledonu 2013 ve třech setech. Tímto historickým vítězstvím slavil po 77 letech opět britský tenista singlový wimbledonský titul. Druhou wimbledonskou trofej přidal v roce 2016. Jako první Brit ovládl Turnaj mistrů, když triumfoval roku 2016.
Osmkrát odešel poražen z grandslamového finále, a to na US Open 2008, Australian Open 2010, 2011, 2013, 2015, 2016, ve Wimbledonu 2012 a a na French Open 2016. Z toho pětkrát jej přehrál Novak Djoković a třikrát Roger Federer. V sezóně 2011 se stal sedmým tenistou otevřené éry, jenž se probojoval do semifinále všech čtyř grandslamů během jediné sezóny.
Na londýnských Hrách XXX. olympiády reprezentoval Velkou Británii. Po výhře nad Federerem získal zlatou medaili ve dvouhře a stal se prvním mužským olympijským vítězem Velké Británie v tenisu za předešlých téměř sto let. Spolu s Laurou Robsonovou přidali ve smíšené čtyřhře stříbrný olympijský kov. Předtím na LOH 2008 v Pekingu prohrál v singlu již v úvodním kole s Lu Jan-sunem a v deblu došel s bratrem Jamie Murraym pouze do druhého kola. Na zahajovacím ceremoniálu Letních olympijských her 2016 v Riu de Janeiru byl vlajkonošem britské výpravy. V singlové soutěži obhájil trofej po výhře nad Argentincem Juanem Martínem del Potrem. Stal se tak prvním tenistou historie, který získal druhou zlatou olympijskou medaili z dvouhry.
V daviscupovém týmu Velké Británie debutoval v roce 2005 březnovým čtvrtfinále 1. skupiny zóny Evropy a Afriky proti Izraeli, v němž vyhrál s Davidem Sherwoodem čtyřhru. Ve finále Davis Cupu 2015 v belgickém Gentu proti Belgii plnil roli hráče číslo jedna. Murray nastoupil do tří utkání a ve všech odešel z kurtu jako vítěz. Nejprve zvítězil ve třech setech nad Rubenem Bemelmansem, v dalším utkáním spolu s bratrem Jamiem zdolal pár Steve Darcis a David Goffin a v závěrečné dvouhře porazil belgickou jedničku Goffina a stal se tak vítězem této týmové soutěže. Velká Británie získala salátovou mísu pro vítěze soutěže po 79 letech (naposledy dokázali zvítězit v roce 1936). Do roku 2023 v soutěži nastoupil k dvaceti čtyřem mezistátním utkáním s bilancí 32–3 ve dvouhře a 9–7 ve čtyřhře.
V roce 2004 se stal mladou sportovní osobností roku BBC. V letech 2013 a 2015 opanoval anketu Sportovní osobnost roku stejné televizní a rozhlasové společnosti.

## Soukromý život
Andy Murray se narodil v Queen Mother’s Hospital (Nemocnice královny matky) ve skotském velkoměstě Glasgow. Vyrůstal v Dunblane, městě s asi 8 540 obyvateli (odhad pro rok 2004) poblíž Stirlingu, a to spolu se svým o rok starším bratrem Jamesem zvaným „Jamie“. Jeho rodiče se rozvedli, když byl ještě v dětském věku. Navštěvoval místní školu, kde zažil tragickou událost. V roce 1996 spáchal 43letý muž ve škole v Dunblane masakr, při kterém zastřelil 16 prvňáčků a jednu učitelku. Murray potřeboval několik let, aby se s touto hrůznou zkušeností vypořádal.
Jeho matka Judy Murrayová, jejímž otcem byl skotský fotbalový profesionál Roy Erskine (hrál za Hibernian Edinburgh), byla tenisovou trenérkou a později kapitánkou britského družstva ve Fed Cupu. Přivedla Andyho k tenisu, když mu byly teprve tři roky.
Od roku 2006 udržuje Murray vztah s Kim Searsovou téhož věku, dcerou anglického tenisového trenéra Nigela Searse. Bydlí na usedlosti v hrabství Surrey poblíž Londýna.
V únoru 2013 koupil za 1,8 miliónu liber viktoriánský dům  Cromlix House, postavený v roce 1874, ve skotském hrabství Perthshire.
V roce 2013 obdržel za své zásluhy o tenis ve Spojeném království Řád britského impéria (Officer of the British Empire, OBE).

## Tenisová kariéra

### 2010
Na začátku sezóny reprezentoval s Laurou Robsonovou Velkou Británii na perthském Hopman Cupu. Po vítězství v základní skupině podlehli ve finále Španělsku. Na lednovém Australian Open se probojoval po výhrách nad Rafaelem Nadalem a Čilićem do finále, v němž nestačil na švýcarskou světovou jedničku Rogera Federera. Po přesunu na americký kontinent došel na turnaji BNP Paribas Open v Indian Wells do čtvrtfinále, kde jej vyřadil Švéd Robin Söderling ve dvou setech. Poté se objevil na Sony Ericsson Open v Key Biscayne, na němž vypadl v úvodním kole. Po prohře prohlásil, že se jeho mysl plně nevěnovala tenisu.
Evropskou antukovou sezónu zahájil na Monte-Carlo Rolex Masters, kde utrpěl další porážku v prvním kole, když jej přehrál Němec Philipp Kohlschreiber. Na turnaji odehrál i čtyřhru v páru s krajanem Rossem Hutchinsem. Odešli poraženi v úvodním zápasu poté, co nestačili na světové deblové jedničky bratry Mika a Boba Bryanovi. Ve třetím kole Rome Masters a ve čtvrtfinále Madrid Masters skončil vždy na raketě španělského antukáře Davida Ferrera.

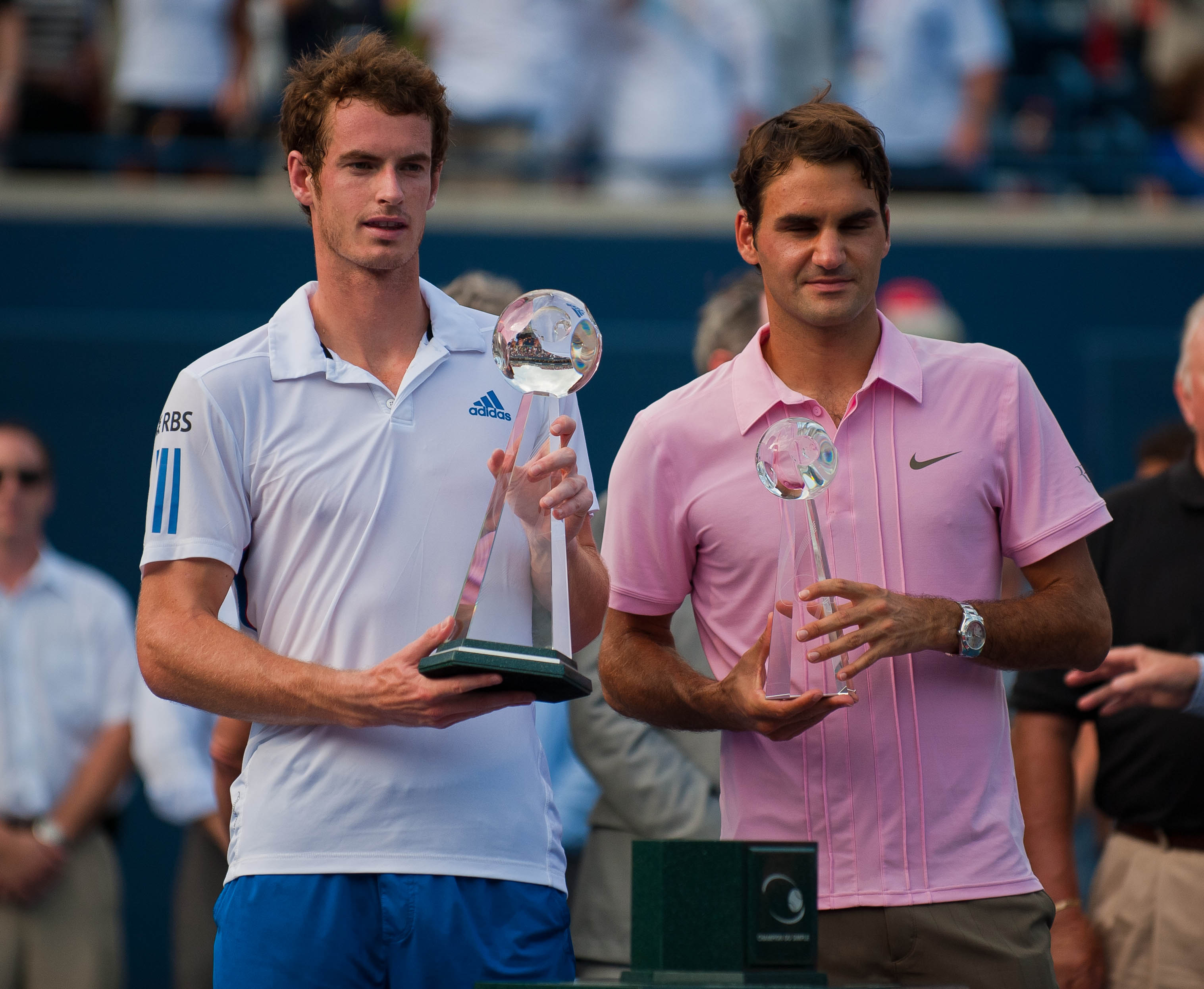
S trofejí na vítězném Canada Masters spolu s poraženým finalistou Rogerem Federerem (vpravo)

Před pařížským grandslamem přijal pozvání na exhibiční turnaj Masters Guinot-Mary Cohr. Na French Open vyhrál tři utkání v řadě, než jej mezi poslední šestnácti zastavil semifinalista turnaje Tomáš Berdych. Na českého tenistu neuhrál ani jeden set. Na travnaté přípravě před Wimbledonem nastoupil v londýnském Queen's Clubu, kde ve třetí fázi narazil na Američana Mardy Fishe. V rozhodující sadě prohrával 0–3 na gamy, ale dokázal srovnat na 3–3. Pro tmu byl zápas za tohoto stavu přerušen, což nesl Murray nelibě. V dohrávce dalšího dne pak podruhé v sezóně podlehl americkému hráči, když prohrál závěrečný tiebreak. Ve Wimbledonu se probojoval až do semifinále, kde jej zastavil Rafael Nadal ve třech setech. Dne 27. července 2010 pak došlo k jeho rozchodu s trenérem Maclaganem, kterého nahradil bývalý španělský tenista Àlex Corretja.
Letní americkou sezónu na betonech rozehrál na Farmers Classic. Poté, co prošel do finále, v rozhodujícím zápase podlehl ve třech sadách Američanu Samu Querreymu. Porážka ve vzájemné bilanci představovala první prohru po čtyřech předchozích vítězstvích. Na kanadském Mastersu Rogers Cupu si po osmiměsíční pauze připsal další titul, když po vyřazení Nadala na něj ve finále čekal Federer. V utkání zvítězil bez ztráty setu a stal se prvním úspěšným obhájcem titulu od roku 1995, kdy zde triumfoval Andre Agassi. Na dalším turnaji Cincinnati Masters si nejdříve stěžoval na rychlost povrchu dvorce a poté ve čtvrtfinále proti Fishovi kritizoval pořadatele, že nenasadili jejich zápas do pozdějších hodin. Teplota ve stínu během hry dosahovala hodnoty 33 °C. Po výhře v tiebreaku úvodního setu začal mít zdravotní problémy a na dvorec byl přivolán lékař. V zápase pokračoval a po ztrátě druhého setu, prohrál s Fishem v tiebreaku i třetí. Po utkání uvedl, že pomýšlel na skreč. Na závěrečném grandslamu sezóny US Open vypadl ve třetí fázi newyorského turnaje se Švýcarem Stanislasem Wawrinkou. Celkově si ale zajistil prvenství na letní US Open Series.
V asijské části okruhu se objevil na pekingském China Open, kde ve čtvrtfinále skončil na raketě Chorvata Ivana Ljubičiće. Další čínský turnaj Shanghai Rolex Masters, již ovládl, když v semifinále přehrál Juana Mónaca a v boji o titul nedal šanci Rogeru Federerovi, který na něj uhrál pouze pět her. Na celém turnaji neztratil ani set. Poté se vrátil do Evropy, kde na španělské půdě obhajoval titul na Valencia Open 500. Ve druhém kole mu však Juan Mónaco oplatil šanghajskou porážku, když jej vyřadil. Lepšího výsledku tak dosáhl ve čtyřhře, kterou hrál s bratrem Jamie Murraym. Ve finále zdolaly zkušené deblové specialisty Maheše Bhúpatího a Maxe Mirného. Titul pro něj znamenal první turnajové vítězství ve čtyřhře na okruhu ATP. Na BNP Paribas Masters podlehl Monfilsovi ve třech sadách. V důsledku jeho vyřazení a Söderlingova pařížského titulu, jej Švéd přeskočil v následné klasifikaci. Sestoupil tak na 5. místo žebříčku.
Na závěrečném Turnaji mistrů hraném v Londýně v základní skupině vyhrál dvě ze tří utkání a prošel do vyřazovací fáze. V semifinále jej čekal Nadal, s nímž bojoval přes tři hodiny. Ztráta rozhodující sady v tiebreaku pro něj znamenala ukončení sezóny.

### 2011
Společně s Laurou Robsonovou opět zahájili sezónu na Hopman Cupu, kde Velká Británie prohrála všechny tři mezistátní utkání, přestože Murray všechny své tři dvouhry vyhrál. Na Australian Open s dalšími tenisty finančně podpořil pozůstalé obětí po ničivých záplavách v Queenslandu, když byl součástí akce „Rally for Relief“ (Výměna na podporu).

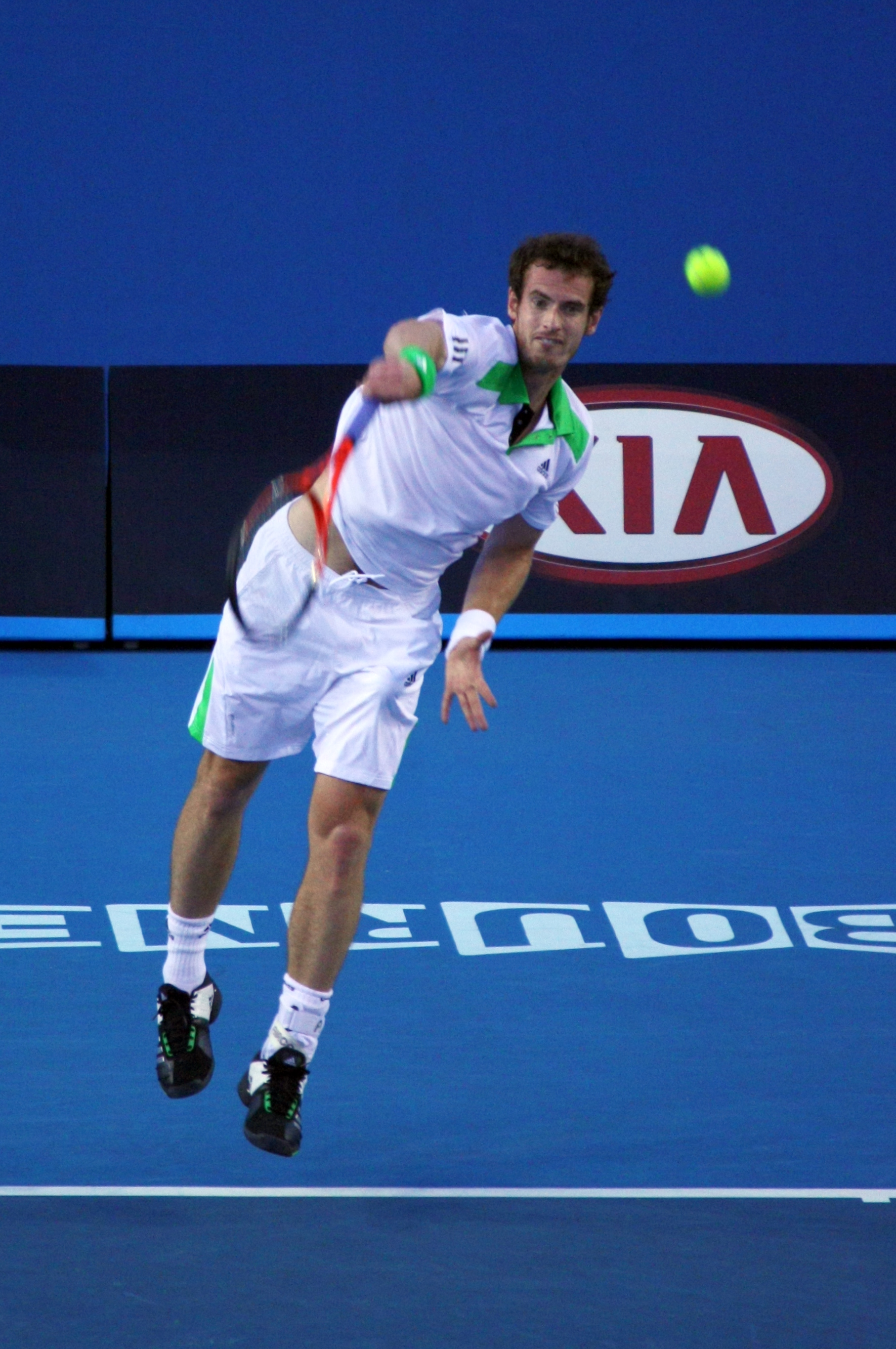
Podání na Australian Open

Na melbournském grandslamu startoval jako pátý nasazený a podruhé v řadě se probojoval do finále. Opět z nej odešel poražen, tentokrát srbským tenistou Novakem Djokovićem ve třech setech. Do Spojených států zamířil přes Evropu, kde na ABN AMRO World Tennis Tournament v Rotterdamu vypadl již v prvním kole s Kypřanem Marcosem Baghdatisem. Do semifinále však postoupil ve čtyřhře, kterou hrál s bratrem Jamiem Murraym.
Na dvou turnajích série Masters v Indian Wells a Key Byscaine jej vyřadili kvalifikanti v úvodní fázi. Po těchto neúspěších ukončil spolupráci s trenérem Àlexem Corretjou.
Na prvním velkém antukovém turnaji Monte-Carlo Rolex Masters byl v semifinále nad jeho síly „antukový král“ Rafael Nadal. Před utkáním si poranil loket a z následné španělské události Barcelona Open Banco Sabadell se odhlásil. Na Mutua Madrileña Madrid Open došel do třetího kola a na římském podniku Rome Masters skončil v semifinále na raketě Novaka Djokoviće. Na pařížském grandslamu French Open se po dvou vyrovnaných utkáních v první fázi turnaje, poprvé probojoval mezi poslední čtyři tenisty. V semifinále jej zastavil Španěl Rafael Nadal.
Ve finále turnaje v Queen's Clubu zdolal Jo-Wilfrieda Tsongu a připsal si druhý titul z této londýnské události. Ve Wimbledonu podlehl v semifinále opět Nadalovi, i když získal první sadu utkání. Velkou Británii pak dovedl k výhře v Davisově poháru nad Lucemburskem.

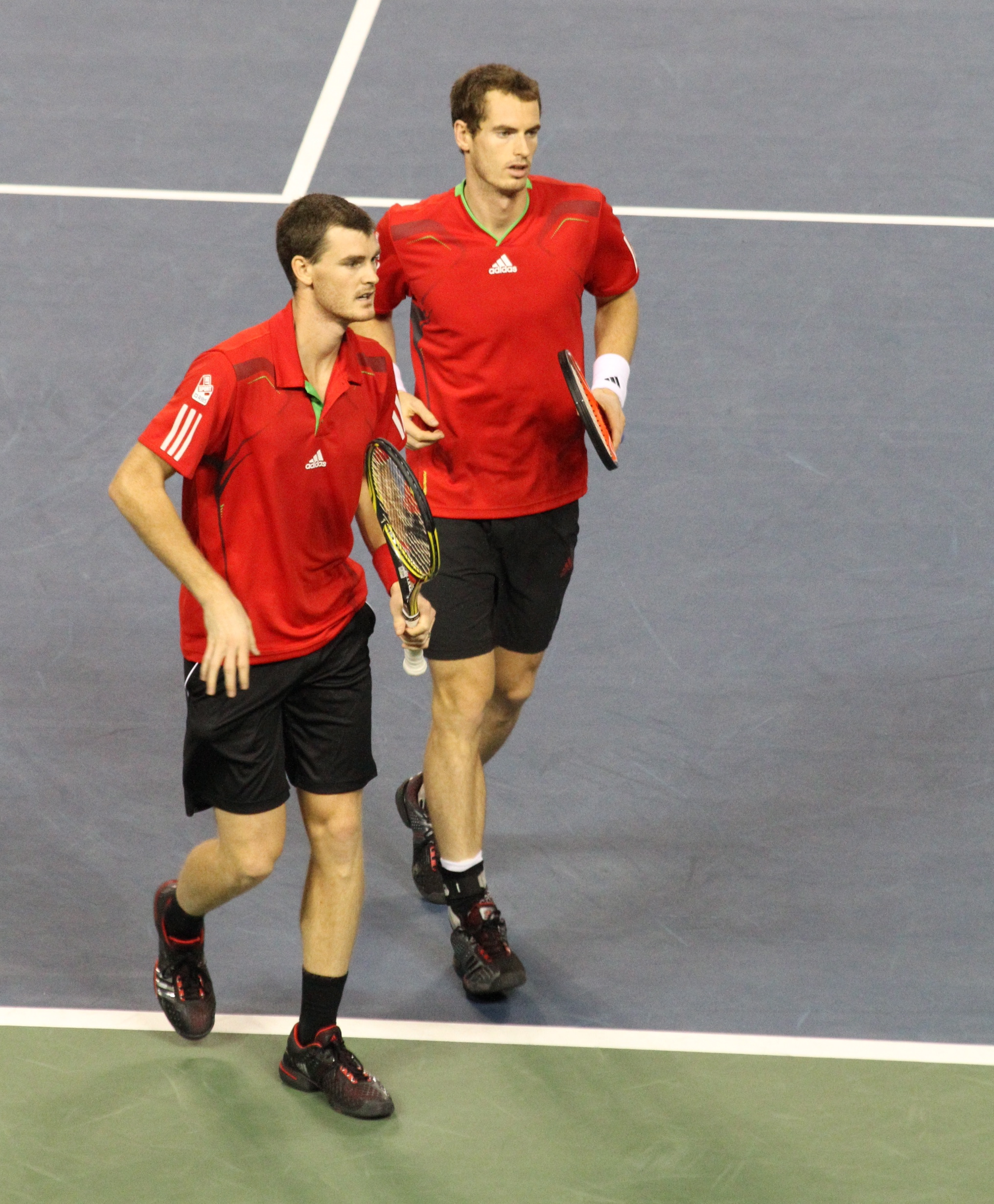
Andy Murray a jeho bratr Jamie (vlevo) na Japan Open 2011, kde vyhráli čtyřhru

Na Canada Masters přijížděl v roli dvojnásobného obhájce titulu, ovšem skončil již ve druhém kole na raketě jihoafrického hráče Kevina Andersona. Již následující týden však vyhrál turnaj Western & Southern Open poté, co Novak Djoković v průběhu finále skrečoval pro zranění. Na newyorském US Open svedl ve druhé fázi pětisetovou bitvu s Nizozemcem Robinem Haasem. Přestože již prohrával dva nula na sety, utkání otočil do vítězného konce. V semifinále jej potřetí za sebou na grandslamu zastavil Rafael Nadal, když na něj uhrál jediný set.
V asijské části sezóny nejdříve získal titul na menším turnaji Thailand Open a na následujícím Rakuten Japan Open Tennis Championships si pak připsal třetí turnajové vítězství z posledních čtyř událostí. Ve finále poprvé v sezóně zdolal Rafaela Nadala. V Japonsku kromě toho s bratrem Jamiem Murraym vyhrál také čtyřhru a stal se prvním tenistou, kterému se v probíhající sezóně podařilo získat „double“ – singlový i deblový titul z jednoho turnaje. Na čínském Shanghai Masters korunoval úspěšné asijské vystoupení další turnajovou výhrou, když v boji o titul přehrál Davida Ferrera.
Sezónu zakončil na londýnském Turnaji mistrů, kde mu Ferrer vrátil porážku a ve dvou setech zvítězil v utkání základní skupiny. Murray po prohře z turnaje odstoupil pro natažená třísla. V konečném žebříčku WTA obsadil opět 4. místo za světovou jedničkou Novakem Djokovićem, dvojkou Rafaelem Nadalem a trojkou Rogerem Federerem.

### 2012
Do sezóny vykročil spoluprací s novým trenérem, kterým se stal Čechoameričan a bývalá světová jednička Ivan Lendl. Na australském kontinentu odehrál Brisbane International. Po pomalejším startu do turnaje si na úvod roku připsal 22. singlový titul, když ve finále porazil ukrajinského hráče Alexandra Dolgopolova. Ve čtyřhře vypadli spolu s Marcosem Baghdatisem mezi posledními osmi páry s druhými nasazenými Jürgenem Melzerem a Philippem Petzschnerem, a to v supertiebreaku nejmenším možným rozdílem míčů 13:15. Po exhibičním turnaji přicestoval na Australian Open, kde se v uplynulých dvou letech vždy probojoval do finále. Na turnaji však skončil před jeho branami v semifinále, když jej v pětisetové bitvě za 4 hodiny a 50 minut porazil Novak Djoković.

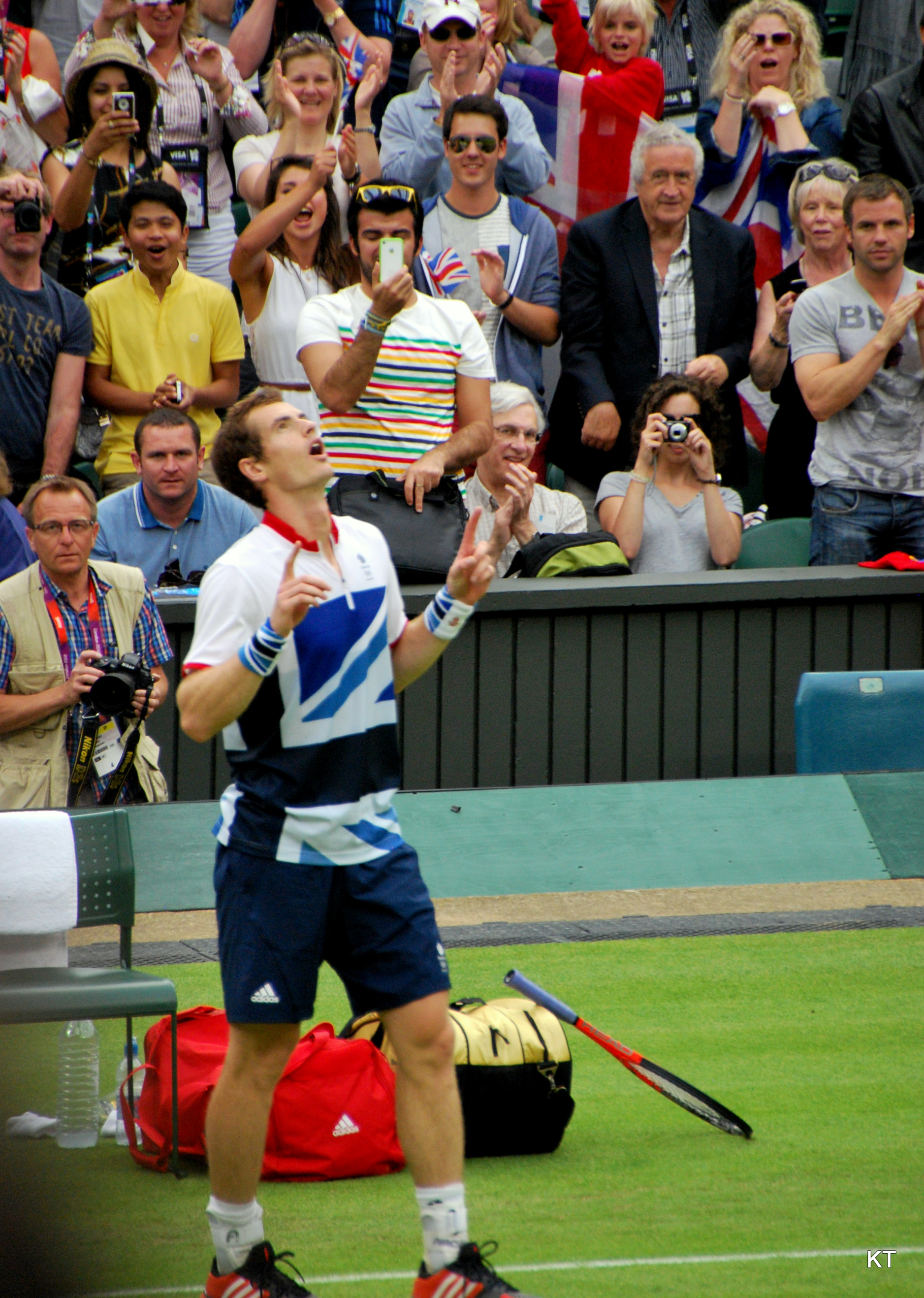
Murray slaví zlatou medaili po finálovém zápase na olympijských hrách

Na asijském Dubai Duty Free Tennis Championships, oplatil srbskému hráči porážku a zdolal Djokoviće v semifinále. V boji o titul pak podlehl Rogeru Federerovi. Po brzkém vyřazení na americkém BNP Paribas Open dosáhl na Miami Masters finálové účasti. Z utkání o titul odešel poražen Srbem Djokovićem.
V evropské antukové části okruhu se probojoval do čtvrtfinále na Monte Carlo Masters a Barcelona Open Banco Sabadell. Ve třetím kole pak dohrál na římském Italian Open. Během druhého grandslamu sezóny French Open jej trápily křeče zádového svalstva. Mezi poslední osmičkou postupujících podlehl Španělovi Davidu Ferrerovi.
Na travnaté přípravě v londýnském Queen's Clubu vypadl jako nejvýše nasazený v prvním zápasu s francouzským 65. hráčem žebříčku Nicolasem Mahutem. Ve Wimbledonu vytvořil turnajový rekord v utkání hraném nejdéle do nočních hodin, když mečbol čtyřsetového zápasu proti Marcosi Baghdatisovi proměnil ve 23.02 hodin místního času. V semifinále si pak poradil s Jo-Wilfriedem Tsongou po dalším čtyřsetovém dějství a stal se prvním britským mužským finalistou Wimbledonu od roku 1938, kdy se do této fáze probojoval Bunny Austin. V nedělním boji o titul, za přítomnosti vévodkyně Catherine a ministerského předsedy Davida Camerona, získal proti šestinásobnému šampiónovi Federerovi první set. V dalších třech sadách však dominoval Švýcar, jenž tak po Samprasovi dosáhl na rekordní sedmý wimbledonský titul.

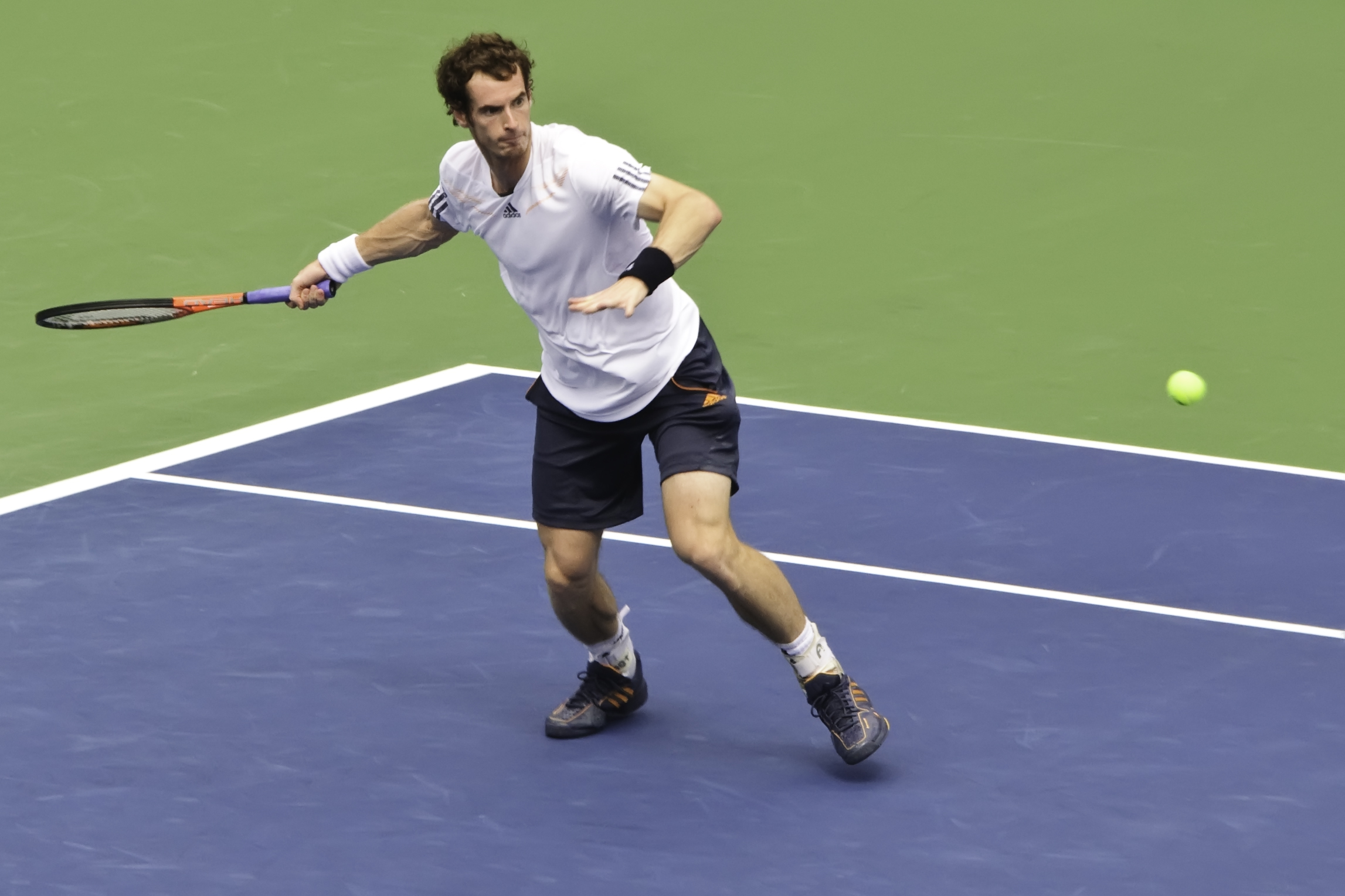
Forhend na vítězném US Open

Necelý měsíc po skončení Wimbledonu byl rozehrán olympijský turnaj v rámci Her XXX. olympiády, a to opět na travnatých dvorcích All England Clubu. V mužské čtyřhře skončili s bratrem Jamiem Murraym již v úvodním kole, když nestačili na rakouskou dvojici Jürgen Melzer a Alexander Peya ve třech sadách. Přesto se stal nejúspěšnějším tenistou londýnské olympiády. Ve smíšené čtyřhře se jeho partnerkou stala teenagerka Laura Robsonová. Společně prošli až do finále, v němž ve třech sadách podlehli běloruskému páru tvořenému světovou jedničkou ve dvouhře Viktorií Azarenkovou a prvním hráčem světového deblového žebříčku Maxem Mirným. Získal tak stříbrnou medaili. Ve dvouhře přidal ke stříbru zlatý olympijský kov. Na cestě do finále ztratil pouze jeden set. V něm jej čekala opět světová jednička Roger Federer, s nímž předchozí měsíc prohrál wimbledonské finále. V olympijském zápase však zvítězil dva nula na sety, když Švýcarovi nedovolil využít žádný z nabízených breakbolů. Ziskem zlata se stal prvním mužským olympijským vítězem Velké Británie z tenisu od roku 1908, kdy na olympiádě triumfoval Josiah Ritchie.

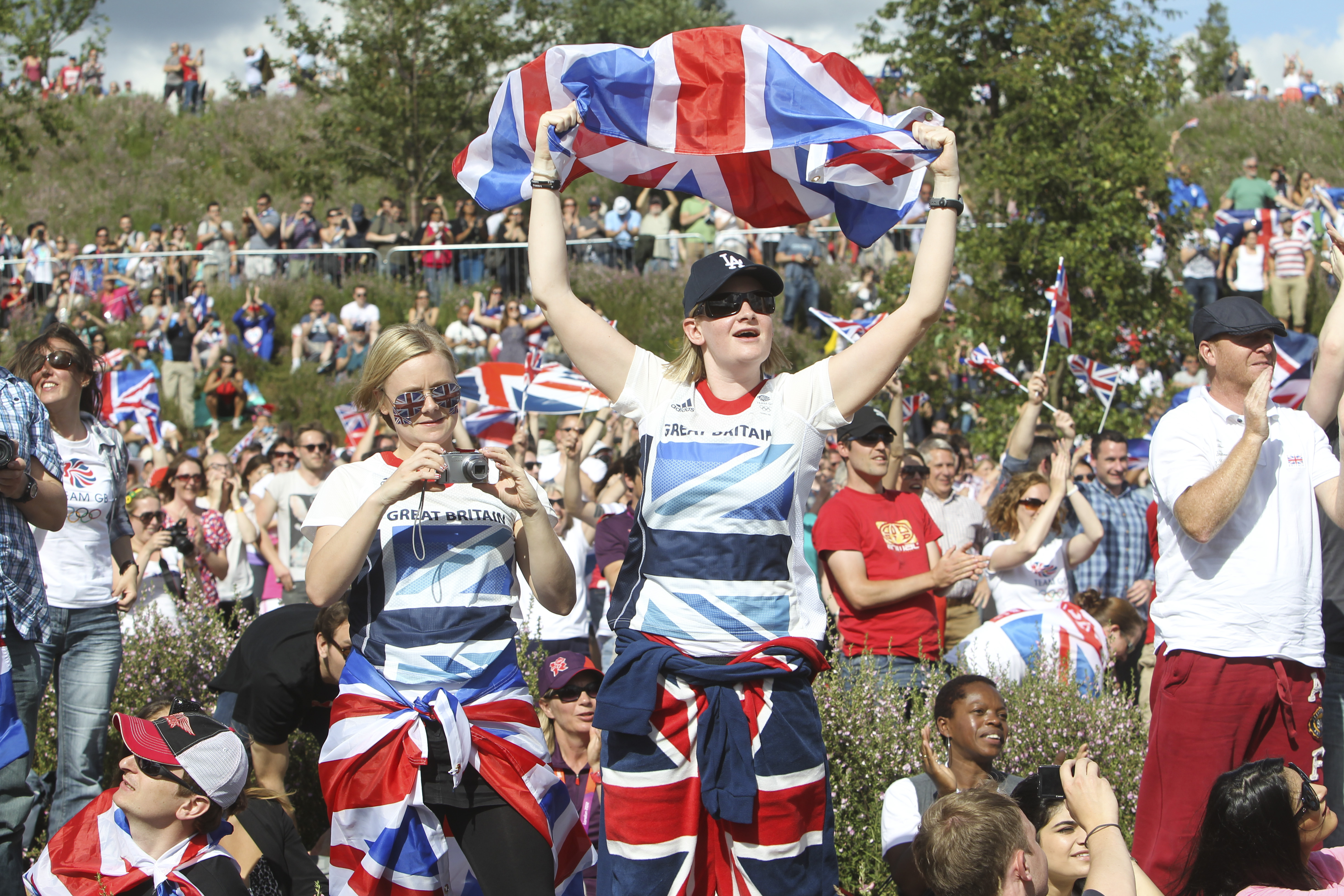
Fanoušci oslavují Murrayho vítězství na olympijských hrách

 V důsledku poranění kolena odstoupil z torontského Rogers Cupu před třetím kolem, v němž by narazil na Milose Raonice. Na další události okruhu Cincinnati Masters ještě nebyl plně zotaven a ve dvou sadách třetího kola podlehl kvalifikantovi Jérémy Chardymu. Následovala účast na grandslamu US Open. V úvodních dvou zápasech s Alexem Bogomolovem a Ivanem Dodigem neztratil ani set. Ve třetí fázi svedl těžký čtyřsetový boj se Španělem Felicianem Lópezem, když vyhrál všechny tři sady až v tiebreaku. Osmifinálovým soupeřem se stal Kanaďan Milos Raonic, jenž Britovi nedokázal sebrat ani set. Mezi posledními osmi musel dotahovat ztrátu setu a dvou breaků na Chorvata Marina Čiliće, aby po čtyřech sadách utkání dovedl do vítězného konce. V semifinále jej čekal šestý nasazený Tomáš Berdych. Utkání bylo hráno za obtížných povětrnostních podmínek. Areál byl daný den následně evakuován pro blížící se tornádo. V dlouhém téměř čtyřhodinovém zápase Murray zvítězil ve čtyřech setech. Postoupil tak do druhého grandslamového finále v řadě. Bilanci 0–4 z těchto utkání zlomil proti Djokovićovi a připsal si premiérový titul kariéry na Grand Slamu. Do finále vstoupil lépe a ujal se vedení dva nula na sety. Srbská světová dvojka se však nevzdala a poměr setů srovnala. Rozhodla tak až pátá sada. Po Fredu Perrym se stal prvním britským vítězem v mužské grandslamové dvouhře od roku 1936 a prvním Skotem od triumfu Harolda Mahonyho v roce 1896. V úvodní sadě utkání s Djokovićem odehráli nejdelší tiebreak v historii finálových utkání na US Open, když skončil poměrem 12:10. Brit se také stal prvním tenistou, který vyhrál olympijské hry a newyorský grandslam v jedné sezóně. Zápas pak vyrovnal rekord nejdelšího finále US Open, jež drželo pouze utkání z roku 1988, ve kterém trenér Brita Ivan Lendl podlehl Matsi Wilanderovi.
Na dalším podniku, turnaji v Tokiu dosáhl semifinále, kde po nevyužitých mečbolech padl ve třech setech s Raonicem a neobhájil tak loňský titul. Na turnaji Masters v Šanghai, kam vstupoval jako třetí nasazený a obhájce titulu nevyužil ve finále 5 mečbolů proti Djokovićovi.

### 2013: Vítěz Wimbledonu
Sezónu zahájil turnajovým triumfem v Brisbane po finálové výhře nad Bulharem Dimitrovem. Vy výborných grandslamových výsledcích z předešlého roku pokračoval na lednovém Australian Open, když po první výhře na grandslamu proti Federerovi postoupil do třetího finále turnaje velké čtyřky v řadě a do třetího finále na tomto turnaji. Přestože proti Djokovićovi vyhrál první set, další opanoval Srb. V dalším průběhu sezóny triumfoval na Miami Masters a ve Wimbledonu.

### 2016: Druhý titul z Wimbledonu, obhajoba olympijského zlata a světová jednička

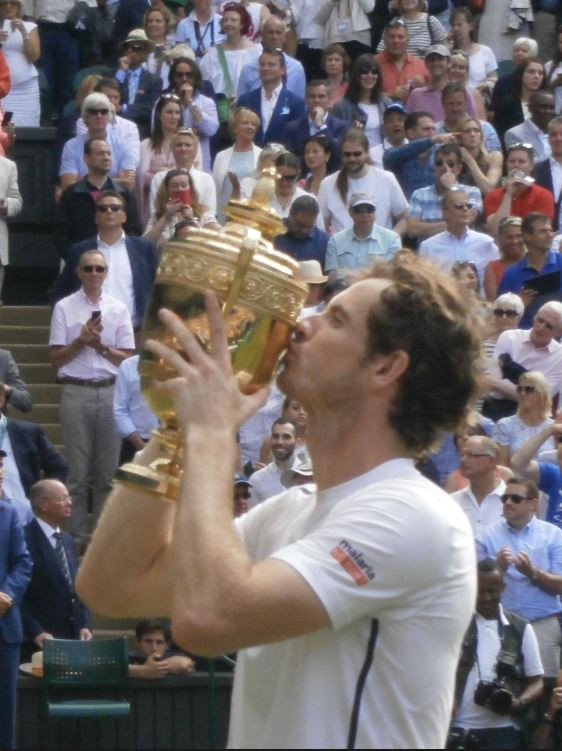
S druhou wimbledonskou trofejí

Počtvrté reprezentoval Velkou Británii na Hopmanově poháru, podruhé po boku Heather Watsonové. Ve skupině obsadili po prohře s Austrálií druhé nepostupové místo. Do pátého finále došel se ztrátou pouhých čtyř setů na Australian Open, kde počtvrté nestačil na Djokoviće. Stal se po Ivanu Ledlovi teprve druhým tenistou open éry s pěti finálovými porážkami z jediného grandslamu a celkovou bilanci 2–7 ve finále majorech zhoršil na.
Do dalšího finále se probojoval až začátkem května na Mutua Madrid Open, kde obhajoval titul, kde ho ve třech setech opět přehrál Djoković. Prohru mu oplatil o týden později na Rome Masters. Vůbec poprvé Srba přehrál na antuce a teprve podruhé za předchozích dvanáct utkání. Připsal si tak dvanáctou trofej z Masterů, což znamenalo postup na historie desáté místo před Peta Samprase. Potřetí se ve finále utkali v boji o titul na French Open. Na okraji vyřazení se přitom ocitl v prvním kole, kde Radek Štěpánek vedl již 2–0 na sety, do pěti setů musel i ve druhém kole proti Mathiasi Bourgueovi. Díky zlepšeným výkonům se však stal prvním britským finalistou Roland Garros od roku 1937, kdy z něho odešel poražen Bunny Austin. V něm neudržel náskok setu a prohrál.
Pátý titul si odvezl z AEGON Championships po finálové výhře nad Milosem Raonicem. Cestou do třetího wimbledonského finále ztratil jenom dva sety, které mu odebral ve čtvrtfinále Jo-Wilfried Tsonga. Ve finále se utkal v repríze 14 dní starého finále s Raonicem. Poprvé z jedenácti grandslamových finále nebyl jeho soupeřem buď Federer nebo Djoković. Kanadského tenistu zdolal ve třech setech a získal třetí grandslamový titul.
Na riodejaneirské olympiádě nastoupil do všech tří tenisových soutěží. V mužské čtyřhře, do které nastoupil po boku bratra Jamieho, vytvořil druhý nejvýše nasazený pár. V prvním kole je po dvou tiebreacích vyřadili domácí Thomaz Bellucci a André Sá. Jako obhájce stříbra zasáhl do smíšené čtyřhry, tentokrát s Kontaovou. I v této soutěži dohrál už v prvním kole na raketě pozdějších šampiónů Bethanie Mattekové-Sandsové a Jacka Socka. V mužské dvouhře obhajoval londýnské zlato a po čtyřech letech opět prošel do finále. V něm se utkal s Argentincem Juanem Martínem del Potrem, kterého zdolal po více než čtyřech hodinách boje. Vítězstvím se stal se tak prvním tenistou historie, který získal druhou zlatou olympijskou medaili z dvouhry. Do sbírky britských medailí přispěl sedmnáctým zlatým kovem z tenisových soutěží.
Postupem do finále na pařížském BNP Paribas Masters se stal historicky 26. světovou jedničkou žebříčku ATP, v jeho vydání ze 7. listopadu 2016, jakožto první britský hráč ve dvouhře a nejstarší debutant na této pozici od června 1974, kdy do čela klasifikace vystoupal 30letý Australan John Newcombe. Ovládnout pořadí hráčů se mu podařilo ve 12. profesionální sezóně a sedm let poté, co se poprvé stal světovou dvojkou. Následně celý turnaj ovládl, když porazila Johna Isnera po třísetovém průběhu. Životní sezónu ukončil triumfem na Turnaji mistrů. V základní skupině porazil Wawrinku, Nišikoriho i Čiliće. V semifinálovém utkání udolal po zvládnutých zkrácených hrách druhého i třetího setu proti Raonicovi. Ve finále, které představovalo i přímý souboj o post světové jedničky, porazil Novaka Djokoviće Jednalo se o jeho devátý titul za sezónu 2016 a čtyřicátý čtvrtý singlový titul na okruhu ATP celkem. Sérii neporazitelnosti prodloužil na 24 utkání.

### 2018–2021: Opakovaná zranění kyčle a návrat na dvorce
Kvůli pokračujícímu zranění kyčle se začátkem roku 2018 odhlásil z australských turnajů a následně podstoupil operaci s plánem vrátit na dvorce během travnaté části roku. v březnovém vydání žebříčku ATP po více než deseti letech ztratil pozici britské jedničky, když jej předstihl Kyle Edmund.
Po téměř roce bez soutěžního zápasu nastoupil do turnaje v Queen's Clubu. V prvním kole jej přehrál Australan Nick Kyrgios ve třech setech. Díky divoké kartě pořadatelů zasáhl do eastbournského turnaje. Po výhře v prvním kole nad Wawrinkou, který se také vracel po zranění a patřilo mu až 225. místo klasifikace, prohrál s turnajovou dvojkou Edmundem. Pro nedostatečnou herní kondici se odhlásil z Wimbledonu. Vinou bodové ztráty se propadl na 839. příčku žebříčku ATP, což znamenalo jeho vůbec nejnižší umístění od jeho vstupu na okruh v roce 2003.

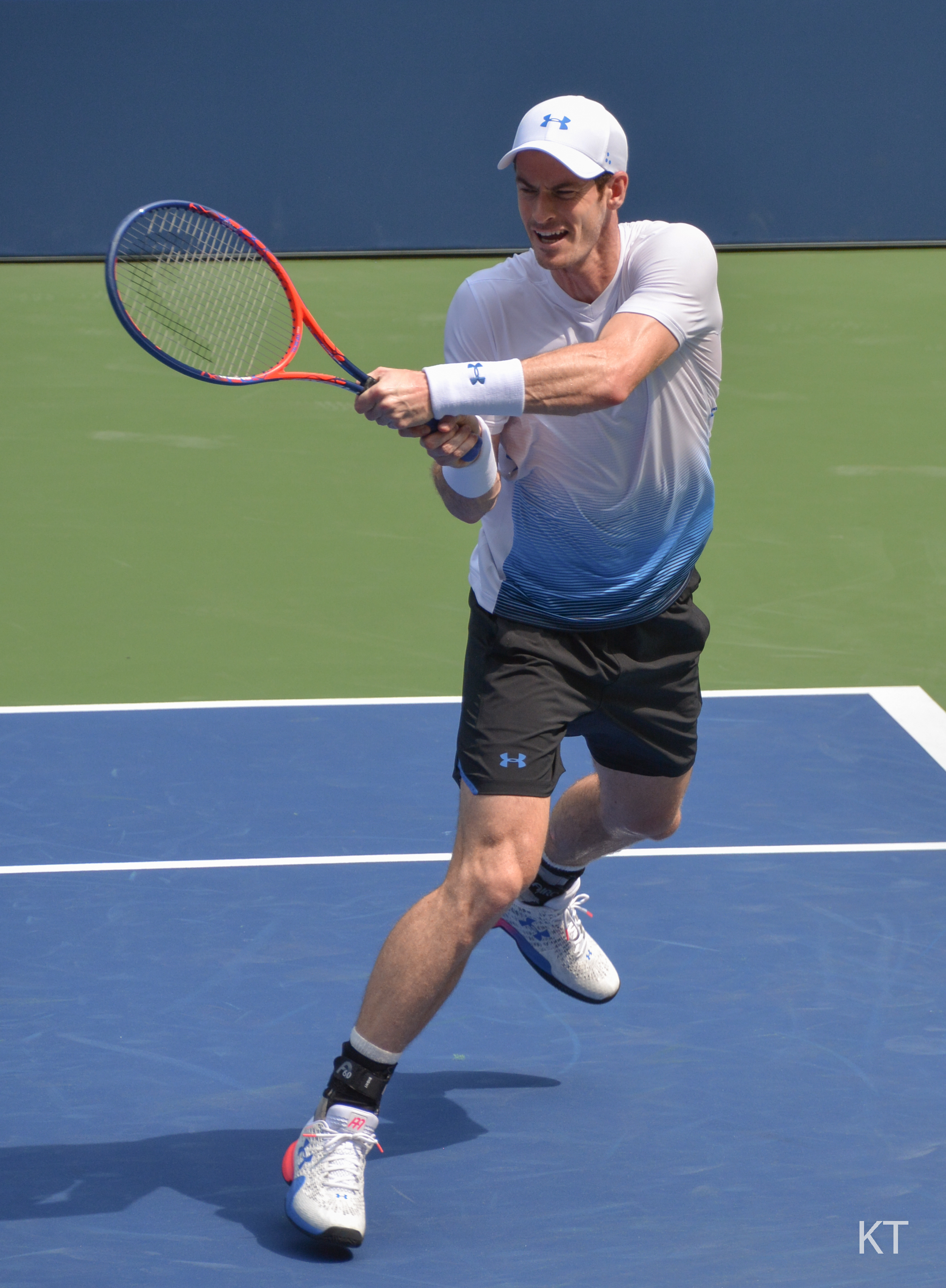
Bekhend na US Open

Na Citi Open zaznamenal čtvrtfinálou účast. Cestou turnajem oplatil porážku z Eastbourne Edmundovi a zvládl noční maratónskou bitvu s Copilem. Zápas končil po třetí hodině ranní tamního času. Před utkáním s de Minaurem z turnaje pro únavu odstoupil. Po porážce v prvním kole v Cincinnati od Pouilleho nastoupil po více než roce do hlavní soutěže majoru. V prvním kole US Open otočil duel s Jamesem Duckworthem, aby jej ve druhém kole vyřadil 32. nasazený hráč Fernando Verdasco. Jednalo se o nejdřívější vyřazení Murrayho z grandslamu od Australian Open 2008. Posledním turnajem roku pro něj bylo Shenzhen Open, kde ve druhém kole vyřadil obhájce titulu a světovou jedenáctku Davida Goffina. Ve čtvrtfinále nestačil po měsíci na Verdasca.
Sezónu 2019 zahájil na Brisbane International dvousetovou výhrou nad Duckworthem. Ve druhém kole však dohrál na raketě Medveděva. Na tiskové konferenci před Australian Open v slzách oznámil, že není v jeho silách nadále pokračovat v profesionálním tenise pro nesnesitelné bolesti kyčle a plánuje ukončit kariéru s tím, že doufá, že bude schopen hrát alespoň do Wimbledonu. Připustil však i možnost, že se Australian Open stane jeho posledním turnajem. V prvním kole prohrál emotivní zápas se Španělem Robertem Bautistou Agutem v pěti setech.
Na doporučení Bob Bryana podstoupil koncem ledna 2019 další operaci, během které dostal novou kovovou náhradu kyčle a v březnu oznámil, že se pokusí o další návrat. Ten se uskutečnil stejně jako o rok dříve Queen's Clubu, kam zasáhl do mužské čtyřhry po boku Feliciana Lópeze. V prvním kole překvapivě přehráli turnajové jedničky Cabala s Farahem a v semifinále trojky Kontinena s Peersem. Ve finále pak zdolali dvojici Rajeev Ram a Joe Salisbury po zvládnutém supertiebreaku poměrem míčů [10–5] a Murray získal třetí deblový titul v kariéře a první od roku 2013.

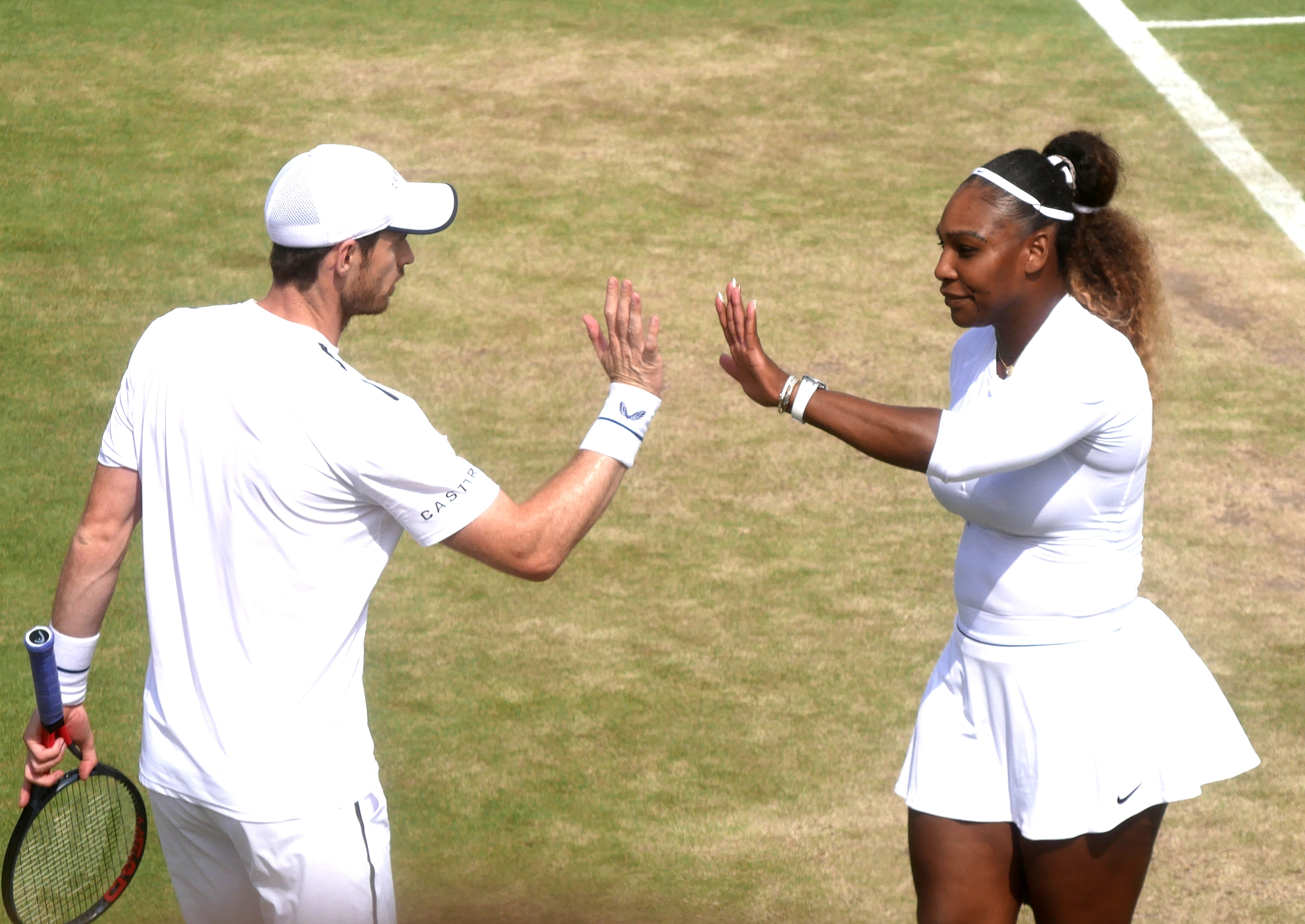
Po boku Sereny Williamsové během smíšené čtyřhry ve Wimbledonu

 Ve Wimbledonu zasáhl pouze do soutěží čtyřher. Mezi muži, kam nastoupil s Francouzem Pierre-Hugues Herbertem, skončil ve druhém kole na raketě Mektiće a Škugora. Ve smíšená čtyřhra vytvořil hvězdný pár s Američankou Serenou Williamsovou. Po dvou ostře sledovaných zápasech nestačili ve třetím kole na turnajové jedničky Soarese s Melicharovou.
První zápas dvouhry po návratu odehrál na Western & Southern Open, prohrál však ve dvou setech proti Gasquetovi. Po prvním kole opustil i Winston-Salem Open. Místo grandslamového US Open nastoupil poprvé od roku 2005 do challengeru hraného v mallorské Akademii Rafaela Nadala, kde skončil v osmifinále. Dobrou formou se prezentoval v podzimní části sezóny. V Pekingu zdolal třináctého hráče světa Berrettiniho a nestačil až ve čtvrtfinále na světovou pětu Thiema. Na Masters v Šanghaji prohrál ve druhém kole rozhodují tiebreak třetího setu proti Fogninimu. V halovém turnaje Antverpách vybojoval první titul po dvou a půl letech, když ve finále zdolal švýcarskou turnajovou čtyřku Stana Wawrinku ve třech setech. Bodový zisk mu zajistil posun o více než sto příček, když mu nově patřilo 127. místo. Rok zakončil jako člen britského týmu v premiérovém finálovém turnaji Davisova poháru. Nastoupil však k jedinému zápasu, když udolal Nizozemce Tallona Griekspoora. Britové nakonec nestačili v semifinále na pozdější vítěze Španěly.
Na konci roku 2019 byl oceněn za Nejlepší comeback roku.

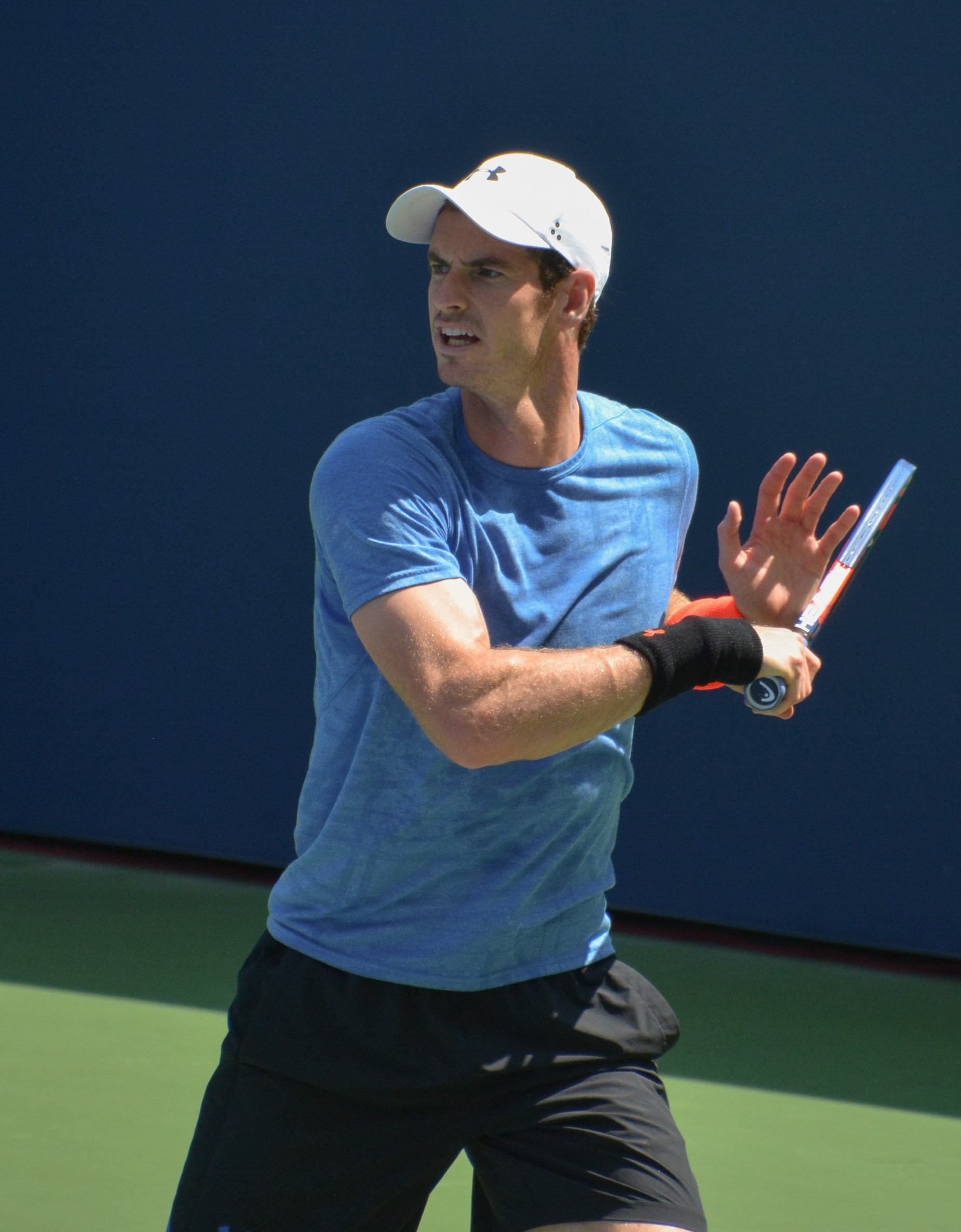
Andy Murray na US Open 2018

Kvůli zranění, které se způsobil během finále Davis Cupu, musel ze začátku roku 2020 vynechat premiérový ročník ATP Cupu i Australian Open. Do soutěžních zápasů se vrátit nestihl, neboť začátkem března byla tour na pět měsíců přerušena pro začínající pandemii covidu-19. Prvním obnoveným turnajem se stalo Western & Southern Open, netradičně hrané v New Yorku. Ve druhém kole porazil Němce Alexandera Zvereva, což představovalo jeho první výhru nad hráčem z první světové desítky od French Open 2017. V osmifinále však nestačil na pozdějšího finalistu Milose Raonice. V prvním kole navazujícího US Open se utkal s Japoncem Jošihito Nišiokou. Proti němu prohrál první dva sety, třetí i čtvrtou sadu dokázal vyhrát ve zkrácených hrách, přestože v průběhu čtvrtého dějství musel odvracet mečbol, a rozhodující pátý získal poměrem 6–4. Podesáté v kariéře tak dokázal otočit zápas z nepříznivého stavu 0–2 a poprvé od května 2016. Ve druhém kole byl nad jeho síly Félix Auger-Aliassime. Jenom šest gamů uhrál v prvním kole French Open, hraného v netradičním podzimním termínu, na turnajovou šestnáctku Stana Wawrinku.

## Trenérské vedení
Po French Open 2014 angažoval jako trenérku bývalou světovou jedničku Amélii Mauresmovou. Učinil tak „historický krok“, když se Francouzka stala první ženou trénující mužského tenistu ze špičky mužského žebříčku. Od 31. prosince 2011 do roku 2014 jej koučoval bývalý první hráč světa Ivan Lendl. Pod jeho vlivem získal mimo jiné více mentální síly a odolnosti. Tuto spolupráci obnovil 12. června 2016, což Murray komentoval slovy: „Prožil jsem s Ivanem dva velmi úspěšné roky. Je cílevědomý a ví, co to obnáší vyhrávat velké turnaje. Těším se, že se znovu připojí k mému týmu a pomůže mi ve snaze dosáhnout svých cílů.“ Podruhé spolupráci ukončili v listopadu 2017, během rekonvalescence Skota absentujícího na okruhu od července 2017.

### Seznam trenérů
- Leon Smith (1998–2004)
- Pato Álvarez (2003–2005)
- Mark Petchey (2005–2006)
- Brad Gilbert (2006–2007)
- Miles MacLagan (2007–2010)
- Àlex Corretja (2010–2011)
- Ivan Lendl (2011–2014, 2016–2017, od dubna 2022)[3][103][104]
- Amélie Mauresmová (2014–2016)
- Jonas Björkman (2015)[105]
- Jamie Delgado (2016–2021)[106]
- Dani Vallverdú (2022)[107]

## Hráčské statistiky

### Finále na Grand Slamu

#### Mužská dvouhra: 11 (3–8)
| Stav      | Rok  | Turnaj              | Povrch | Soupeř ve finále | Výsledek                       |
| --------- | ---- | ------------------- | ------ | ---------------- | ------------------------------ |
| Finalista | 2008 | US Open             | tvrdý  | Roger Federer    | 2–6, 5–7, 2–6                  |
| Finalista | 2010 | Australian Open     | tvrdý  | Roger Federer    | 3–6, 4–6, 6–7(11–13)           |
| Finalista | 2011 | Australian Open (2) | tvrdý  | Novak Djoković   | 4–6, 2–6, 3–6                  |
| Finalista | 2012 | Wimbledon           | tráva  | Roger Federer    | 6–4, 5–7, 3–6, 4–6             |
| Vítěz     | 2012 | US Open             | tvrdý  | Novak Djoković   | 7–6(12–10), 7–5, 2–6, 3–6, 6–2 |
| Finalista | 2013 | Australian Open (3) | tvrdý  | Novak Djoković   | 7–6(7–2), 6–7(3–7), 3–6, 2–6   |
| Vítěz     | 2013 | Wimbledon           | tráva  | Novak Djoković   | 6–4, 7–5, 6–4                  |
| Finalista | 2015 | Australian Open (4) | tvrdý  | Novak Djoković   | 6–7(5–7), 7–6(7–4), 3–6, 0–6   |
| Finalista | 2016 | Australian Open (5) | tvrdý  | Novak Djoković   | 1–6, 5–7, 6–7(3–7)             |
| Finalista | 2016 | French Open         | antuka | Novak Djoković   | 6–3, 1–6, 2–6, 4–6             |
| Vítěz     | 2016 | Wimbledon (2)       | tráva  | Milos Raonic     | 6–4, 7–6(7–3), 7–6(7–2)        |

## Postavení na konečném žebříčku ATP

### Dvouhra
| Rok    | 2003 | 2004   | 2005  | 2006  | 2007  | 2008 | 2009 | 2010 | 2011 | 2012 | 2013 | 2014 | 2015 | 2016 | 2017  | 2018   | 2019   | 2020   | 2021   | 2022  |
| Pořadí | 546. | ▲ 514. | ▲ 65. | ▲ 17. | ▲ 11. | ▲ 4. | ▬ 4. | ▬ 4. | ▬ 4. | ▲ 3. | ▼ 4. | ▼ 6. | ▲ 2. | ▲ 1. | ▼ 16. | ▼ 240. | ▲ 125. | ▲ 122. | ▼ 134. | ▲ 49. |

### Čtyřhra
| Rok    | 2003 | 2004    | 2005    | 2006   | 2007   | 2008   | 2009   | 2010   | 2011  | 2012   | 2013   | 2014   | 2015   | 2016   | 2017   | 2018 | 2019 | 2020   | 2021   | 2022 |
| Pořadí | 711. | ▼ 1752. | ▲ 1422. | ▲ 132. | ▼ 207. | ▼ 220. | ▼ 308. | ▲ 131. | ▲ 68. | ▼ 181. | ▲ 108. | ▼ 336. | ▲ 149. | ▼ 353. | ▼ 544. | —    | 87.  | ▼ 103. | ▼ 193. | —    |